# Скоростная железная дорога Чунцин — Личуань

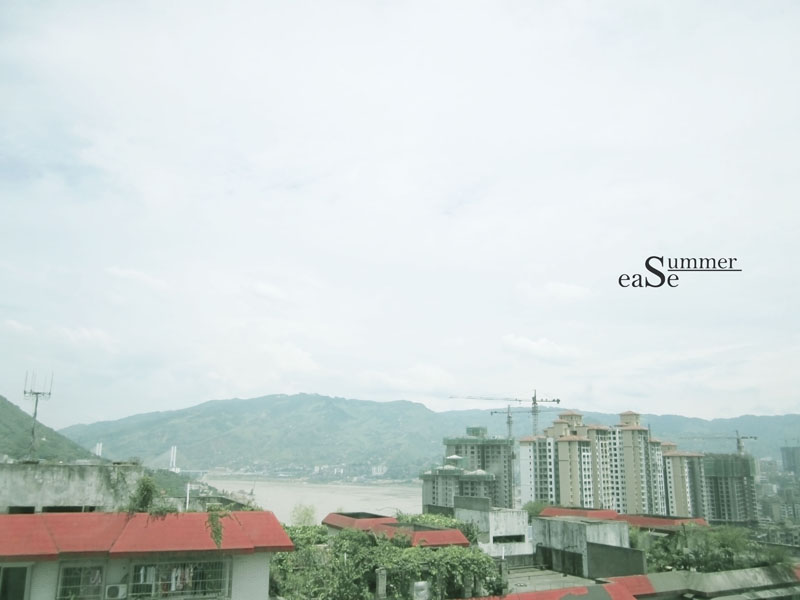
Вид города Фулин

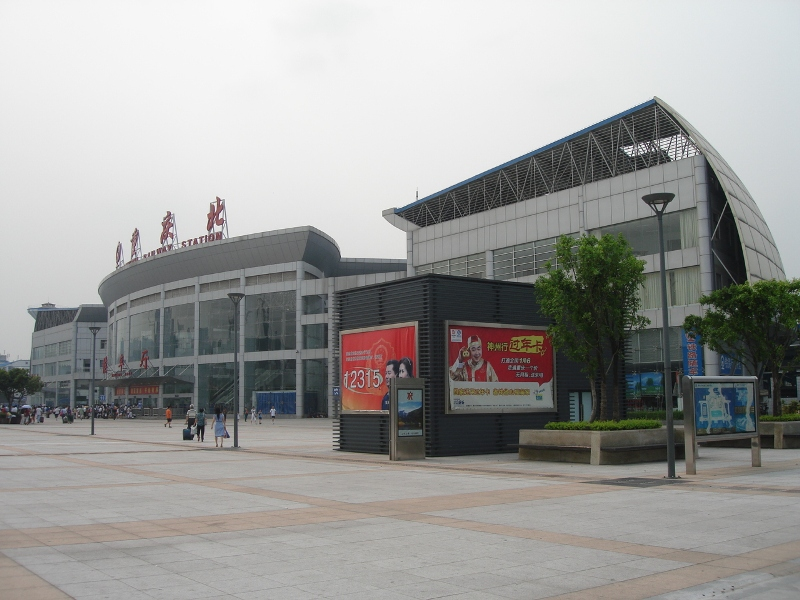
Чунцинский северный вокзал

Скоростная железная дорога Чунцин — Личуань (кит. трад. 渝利铁路, упр. 渝利鐵路, пиньинь Yú-Lì Tiělù) длиной 244 км проходит от станции Личуань в провинции Хубэй (Эньши-Туцзя-Мяоский автономный округ провинции Хубэй к городу Чунцин. Эта дорога ответвляется от Скоростной железной дороги Ичан — Ваньчжоу. Дорога называется также Юйли (слог «Юй» (渝) — распространённое сокращение для Чунцина, слог Ли — первый слог города Личуань).
Линия Чунцин — Личуань является частью Высокоскоростной пассажирской линией Шанхай — Ухань — Чэнду. Расчётная скорость движения поездов 200 км/ч.
Дорога состоит из двух отрезков. Чунцин — Фулин (около 50 км, с севера от Янцзы) и Фулин — Личуань(около 190 км). Основная часть дороги Фулин — Личуань первоначально обеспечивала скорость 160 км/час, и увеличение скорости движения до 200 км/ч будет достигнуто путём модернизации путей. 50-километровый участок дороги от Чунцина до Фулина строится заново, при этом сто-километровый участок существующей дороги Чунцин — Хуайхуа (Chongqing-Huaihua Railway) не используется, а новая трасса строится по спрямлённому пути. Две части дороги связывает большой мост через Янцзы, строительство которого завершилось в июле 2011 года.
Общий объём инвестиций — 16 миллиардов юаней, при этом строительство новой двухпутной линии между Чунцином и Фулином требует инвестиций 5.43 миллиарда юаней.
Строительство дороги начато в 2008 году, завершено в 2012 году. Ожидалось, что после ввода в эксплуатацию этой линии проезд на экспрессе от Шанхая до Чунцина будет занимать 8 часов, а поездка от Уханя в Чунцин займёт пять часов.
До открытия трассы до Чунцина основное движение пассажирских потоков проходило до Ваньчжоу, где можно продолжить путь по существующей железной дороге в Дачжоу.
От Дачжоу поезда ходят на юго-запад в Чунцин и на запад в Чэнду.
Параллельно строится Междугородная железная дорога Чунцин — Ваньчжоу длиной 236 км, которая будет ответвляться от дороги Чунцин — Личуань после станции Чаншоу — Северный и далее идти только по северной стороне реки Янцзы её не пересекая; ввод этой дороги в эксплуатацию оценивается 2015 годом. Параллельная трасса начала строиться в конце декабря 2010 года и требует четырёх лет, однако темпы строительства снизились. В конце 2013 года дорога уже открылась для грузовых перевозок, но коммерческое использование началось в 2014 году.

## Остановки
На трассе планируется девять остановок.
1. Личуань (кит. 利川站)
2. Ляньу (кит. 凉雾站)
3. Шацзигуань (кит. 沙子关站)
4. Шичжу (кит. 石柱站)
5. Фэнду (кит. 丰都站)
6. Фулин — Северный (кит. 涪陵北站)
7. Чаншоу — Северный (кит. 长寿北站)
8. Фушэн (кит. 复盛站)
9. Чунцин — Северный (кит. 重庆北站)